# BPzV Svatava
BPzV Svatava je československé bojové průzkumné obojživelné vozidlo určené k vedení průzkumné nebo bojové činnosti v týlu protivníka, zkonstruované na základě bojového vozidla pěchoty BVP-1. Jeho vývoj začal roku 1984, v roce 1987 byl vyroben první prototyp a následující rok byl stroj zaváděn do výzbroje Československé lidové armády. Jeho hlavní zbraní je kanón ráže 73 mm se spřaženým kulometem, výzbroj dále tvoří protitankový raketový komplet 9K11 Maljutka, čtyři pancéřovky RPG-75 a dvanáct ručních granátů. Vozidlo je vybaveno vrhačem zadýmovacích granátů, nočním pozorovacím přístrojem, radiolokátorem, radiolokačním pátračem, navigačním zařízením, prostředky protichemického průzkumu, minohledačkou, radiostanicí a dalším vybavením. Celkem bylo vyrobeno 200 kusů.

## Uživatelé
- Československo
- Česká republika
- Slovenská republika
- Polsko
- Ukrajina[1]

## Další technické údaje
- Výrobce: Podpolianské strojárne n. p. Detva
- Překročivost (šířka příkopu): 2,5 m
- Výstupnost(výška překážky): 0,7 m
- Motor: UTD-20, šestiválcový, čtyřdobý, kapalinou chlazený, vznětový